# Janez A. Arnež
Janez A. Arnež (uradno Ivan Alfonz Arnež), slovenski ekonomist, bibliotekar in publicist, * 2. avgust 1923, Ljubljana, † 18. december 2021, Ljubljana.

## Življenje in delo
Rodil se je očetu Juriju in materi Otiliji. Med leti 1929 in 1934 je obiskoval Osnovno šolo pri šolskih sestrah v Marijanišču. Na klasični gimnaziji je maturiral leta 1942, ter se pridružil Tomčevim mladcem in nasprotoval komunizmu. Zavzemal se je za samostojno slovensko državo in odklanjal jugoslovansko integralistično ideologijo. Leta 1942 se je vpisal na študij prava (Pravna fakulteta ljubljanske univerze) in filozofije (Teološka fakulteta ljubljanske univerze). Leta 1943 se je po zaprtju univerze pridružil Slovenskemu narodnemu varnostnemu zboru na Primorskem in se napotil proti Trstu. Ukvarjal se je s prosvetnim delom, za slovensko gimnazijo v Gorici zbiral knjige, v tržaški knjižnici pa sestavljal bibliografijo del, z vsebino slovenskih narodnih in predvsem mejnih vprašanj.
Leta 1945 se je iz Trsta umaknil v taborišče Riccione. Bil je eden izmed soustanoviteljev Zveze slovenskih katoliških visokošolcev in z drugimi izdajal tudi list Nova doba. Kmalu je odšel na univerzo v Bologno in se vpisal na študij ekonomije, po študiju pa med letoma 1946 in 1951 živel v Belgiji, kjer se je v Louvainu zaposlil v uredništvu revije Nouvelle Revue théologique. Na tamkajšnji univerzi je leta 1948 diplomiral iz socialnih političnih ved, kasneje pa tudi iz ekonomije. Z Mirkom Ruplom, tedanjim ravnateljem NUK-a, je po dogovoru uredil zamenjavo knjig (izseljenska literatura) in tako prispeval k ustvarjanju znamenitega »D fonda«. Na kongresu Pax Romana v Luksemburgu je leta 1949  zastopal Slovenske katoliške izobražence, 2 leti kasneje pa je emigriral v ZDA, kjer je delal v tovarnah v Bridgeportu in Clevelandu. Nato pa odšel na univerzo Yale v New Haven, kjer je opravil magisterij ekonomije. Študij je nato nadaljeval še na univerzi Laval v Quebecu (Kanada), tam je 1965 doktoriral s tezo o jugoslovanski kmetijski politiki. Med potekom svojega doktorskega študija se je v New Yorku zaposlil v več raznih finančnih podjetjih, tri leta je delal tudi v Kongresni knjižnici v Washingtonu. Med 1959 in 1991 je v New Yorku na St. Joseph's College predaval ekonomijo.
V Washingtonu je še z dvema prijateljema  organiziral ustanovo Studia slovenica leta 1957, ustanova pa je delovala kot založba knjig o Sloveniji, tam so se zbirali tudi slovenski tiski iz tujine. Ustanovo je Arnež registriral z osamosvojitvijo leta 1991 v Sloveniji, ko je v Ljubljano pripeljal obsežno zbirko izseljenskega gradiva, tako knjižnega kot tudi arhivskega. V Zavodu sv. Stanislava, je v okviru Studia Slovenica zbranih nad 60.000 knjig, okoli 700 naslovov periodičnega tiska in kar 1.500 škatel arhivskega gradiva. Poleg tega se tam nahaja tudi zbirka umetniških del izseljenskih umetnikov s preko 300 umetniškimi deli. V zbirki Studia slovenica je izšlo 38 knjig in 100 številk revije Pogledi. Leta 2008 je ustanova Studia slovenica skupaj z arhivistko Andrejo Klasinc Škofljanec za svoje delo prejela tudi Aškerčevo nagrado.

### Dela
- Slovenia in European Affairs : Reflections on Slovenian Political History, New York-Washington, 1958. (COBISS)
- Slovenci v New Yorku, New York, 1966. (COBISS)
- Sculptor France Gorše, New York-Washington, 1971. (COBISS)
- Slovenian Community in Bridgeport, Conn., New York-Washington, 1971.(COBISS)
- Slovenian Lands and their Economies 1848–1873, New York-Washington, 1983. (COBISS)
- Slovenski tisk v ZDA in Kanadi 1940–1997=Slovenian printed material in the USA and Canada. 1940–1997, Ljubljana-Washington, 1998.(COBISS)
- Slovenski tisk v begunskih taboriščih Avstrije 1945–1949, Ljubljana-Washington, 1999.(COBISS)
- Ciril Žebot in njegov politični nastop, Ljubljana-Washington, 2006.(COBISS)
- Slovensko krščansko delavsko gibanje v emigraciji, 1945–1973=Slovenian Christian Labor Movement in Emigration, 1945–1973, Ljubljana, 2007.(COBISS)
- Drobci minljivosti, Ljubljana, 2012.(COBISS)